# Attilio Piccioni
Attilio Piccioni (Poggio Bustone, 14 de julio de 1892  – 10 de marzo de 1976) fue un político italiano.
Fue miembro del partido Democracia Cristiana. En 1958 fue nominado, y más tarde elegido, para un escaño senatorial en la lista de la DC por la circunscripción de Sondrio, aunque él no viviera en Lombardia, convirtiéndose en el primer político lanzado en paracaídas en la historia local.

## Caso Montesi
Su hijo se vio envuelto en el Caso Montesi, protagonizado por una chica, Wilma Montesi, desaparecida y asesinada en 1953 en una playa de Roma. A la luz de las investigaciones sobre su hijo, se relacionó al político con la actriz Alida Valli.